# Scirocco-Powell
Scirocco-Powell foi uma equipe de Fórmula 1 do Reino Unido. Fundada pelo norte-americano Hugh Powell, disputou as temporadas de 1963 e 1964, tendo como pilotos Tony Settember, Ian Burgess e André Pilette, não conquistando resultados expressivos.
O mexicano Pedro Rodríguez também guiou pela Scirocco-Powell, no BRDC International Trophy de 1963, etapa extracampeonato que não fazia parte da temporada de F-1.

## Galeria de imagens

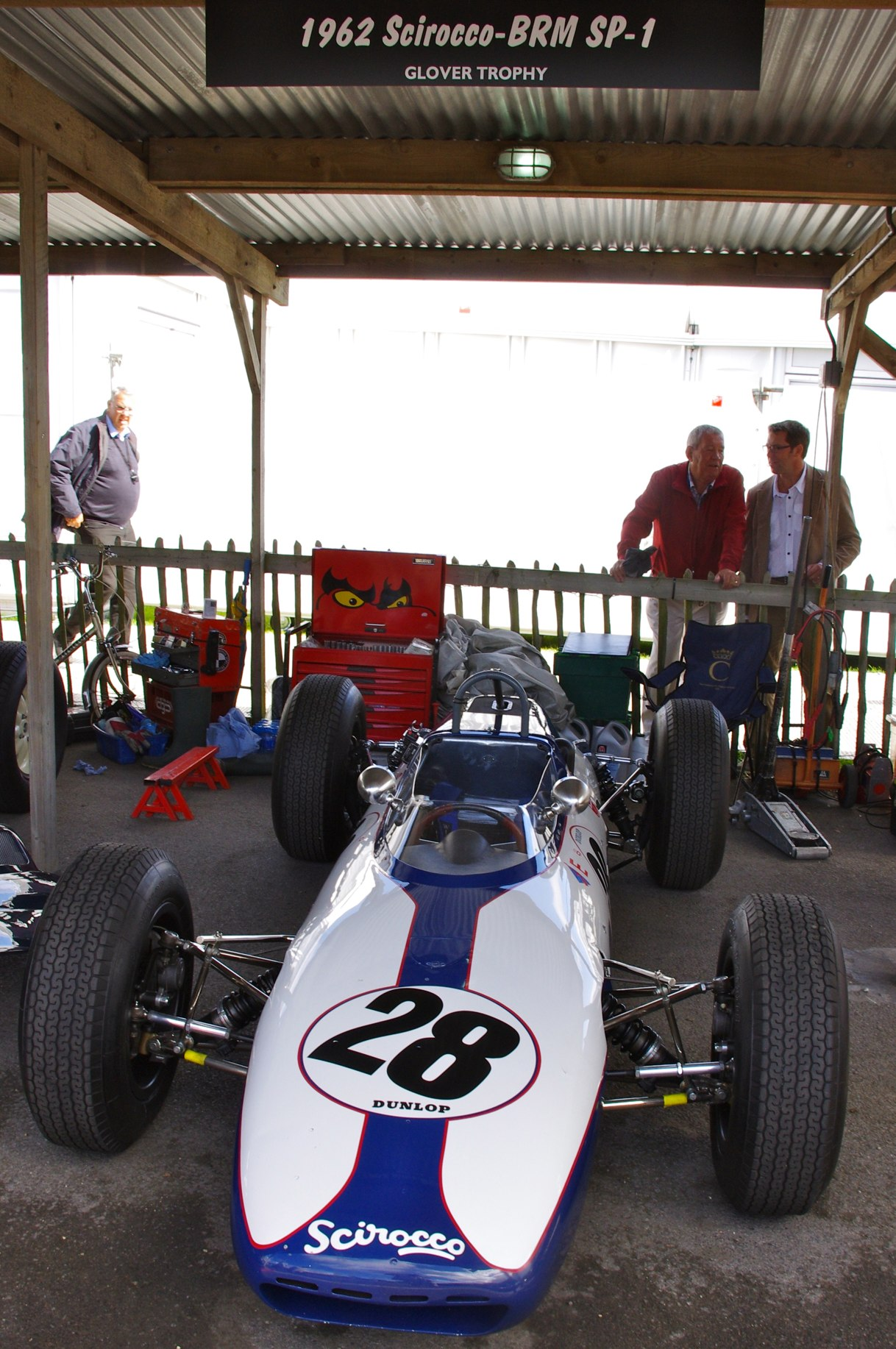
O Scirocco BRM SP-1, carro usado pela equipe entre 1963 e 1964.